# Stapleton (Leicestershire)
Stapleton – wieś w Anglii, w Leicestershire, w dystrykcie Hinckley and Bosworth, w civil parish Peckleton. W 1931 civil parish liczyła 252 mieszkańców.